# Эшки, Мир-заде
Мир-заде Эшки (перс. میرزاده عشقی‎; при рождении — Сайед Мохаммад Реза Кордестани (перс. میر محمدرضا بن ابوالقاسم کردستانی‎) 11 декабря 1893, Хамадан — 3 июля 1924, Тегеран) — видный иранский политический поэт, прозаик и драматург периода Конституционной революции в Персии. Внёс существенный вклад в совершенствование и развитие персидской литературы первой четверти XX века.

## Биография
Учился в школе Alliance Israélite Universelle, на некоторое время переехал в Стамбул, выучил французский язык.
Известен написанием оперы «Растахиз Иран» («Воскресший Иран»), которая стала отражением его патриотического духа.
Вернувшись в Иран, жил некоторое время со своей семьей в Тегеране, где издавал газеты, в которых яростно критиковал политическую систему государства. Мирзаде Эшки также считается одним из первых иранских и курдских интеллектуалов, поднимавших требования защиты прав женщин.
Один из создателей нового стиля в персидской поэзии. Автор шести пьес, стихотворения «Наврузнаме» и поэмы «Идеал».
Опубликовал статью под названием «Двадцатый век» и неоднократно предсказывал свою раннюю смерть.
Был убит в 1924 году двумя неизвестными боевиками в своем доме в Тегеране. Похоронен на кладбище недалеко от Тегерана.